# Delano Williams
Delano Livingston Williams (ur. 23 grudnia 1993) – lekkoatleta z Turks i Caicos specjalizujący się w biegach sprinterskich. Od 18 czerwca 2013 reprezentuje Wielką Brytanię.
Bez sukcesów startował w 2010 na mistrzostwach świata juniorów oraz mistrzostwach Ameryki Środkowej i Karaibów juniorów. Był członkiem sztafety Turks i Caicos, która odpadła jesienią 2010 w eliminacjach igrzysk Wspólnoty Narodów w Nowym Delhi ustanawiając wynikiem 41,99 nowy rekord kraju. W 2012 został w Barcelonie mistrzem świata juniorów w biegu na 200 metrów. Trzy lata później na mistrzostwach świata w Pekinie stanął na najniższym stopniu podium w sztafecie 4 × 400 m. W 2016 sięgnął w sztafecie po brąz mistrzostw Europy.
Medalista CARIFTA Games.
Rekordy życiowe: bieg na 100 metrów – 10,28 (15 marca 2013, Kingston), bieg na 200 metrów – 20,27 (16 marca 2013, Kingston); bieg na 400 metrów – 45,42 (9 maja 2015, Kingston). Wszystkie te rezultaty są rekordami Turks i Caicos.